# Садово (община)
Вижте пояснителната страница за други значения на Садово.
Община Садово се намира в Южна България и е една от съставните общини на област Пловдив.  

## География

### Географско положение, граници, големина
Общината е разположена в източната част на област Пловдив. С площта си от 192,859 km2 заема 12-о място сред 18-те общините на областта, което съставлява 3,22% от територията на областта. Границите ѝ са следните:
- на запад – община Родопи;
- на север – община Марица и община Раковски;
- на североизток – община Братя Даскалови, област Стара Загора;
- на югоизток – община Първомай;
- на юг – община Асеновград.

### Природни ресурси

#### Релеф
Релефът на общината е равнинен и слабо хълмист в югоизточната част. Територията ѝ попада в източната част на Пазарджишко-Пловдивското поле на Горнотракийската низина и крайните северозападни части на Хасковската хълмиста област.
На изток от село Ахматово, на границата с община Първомай се намира най-високата точка на общината – 240 m н.в., а североизточно от село Милево, в коритото на река Марица – най-ниската ѝ точка 130 m н.в. По този начин община Садово е една от най-равните общини в България с денивелация на терена от 110 m.

#### Води
Основна водна артерия на община Садово е река Марица, която протича по северната ѝ граница от запад на изток, на протежение от 24 km с част от средното си течение. На територията на общината в нея се вливат два по-големи притока: Чепеларска река и Черкезица (Сушица). Чепеларска река протича по границата с община Родопи с най-долното си течение, минава западно от село Катуница и на около 6 km северно от него се влива отдясно в Марица. Река Черкезица (Сушица) навлиза в общината югоизточно от село Болярци, минава покрай селата Богданица и Селци като тече в широка алувиална долина и северозападно от село Поповица също се влива отдясно в Марица.

### Населени места
Общината се състои от 12 населени места. Списък на населените места, подредени по азбучен ред, население и площ на землищата им:
| Населено място | Пребр. на населението през 2021 г. | Площ на землището (в км2) | Забележка (старо име) | Населено място | Пребр. на населението през 2021 г. | Площ на землището (в км2) | Забележка (старо име)           |
| Ахматово       | 280                                | 13,017                    |                       | Милево         | 938                                | 18,213                    | Сатъ Бегово, Надеждино          |
| Богданица      | 601                                | 22,204                    | Ходжиново             | Моминско       | 400                                | 4,164                     | Касъмово, Моминско село         |
| Болярци        | 2725                               | 22,448                    | Кара Реизово          | Поповица       | 1257                               | 15,343                    | Папазлии                        |
| Караджово      | 1092                               | 11,109                    |                       | Садово         | 2308                               | 15,482                    | Чешнегир                        |
| Катуница       | 2328                               | 22,648                    |                       | Селци          | 473                                | 11,182                    | Яхалии                          |
| Кочево         | 575                                | 6,420                     | Кочачево, Кочово      | Чешнегирово    | 1789                               | 27,329                    | Чешнегир нова махла             |
|                |                                    |                           |                       | ОБЩО           | 14766                              | 192,895                   | няма населени места без землища |

## Административно-териториални промени
- през 1883 г. – преименувано е с. Чешнегир на с. Садово без административен акт;
- през 1892 г. – заличено е с. Гърци без административен акт поради изселване;
- МЗ № 2820/обн. 14.08.1934 г. – преименува с. Ходжиново на с. Богданица;

– преименува с. Кара Реизово на с. Болярци;
– преименува с. Кочачево на с. Кочово;
– преименува с. Касъмово на с. Моминско село;
– преименува с. Сатъ Бегово на с. Надеждино;
– преименува с. Папазлии на с. Поповица;
– преименува с. Яхалии на с. Селци;
– преименува с. Чешнегир нова махла на с. Чешнегирово;
- МЗ № 7552/обн. 22.11.1947 г. – преименува с. Надеждино на с. Милево;
- Указ № 169/обн. 10.05.1960 г. – преименува с. Моминско село на с. Моминско;
- Указ № 960/обн. 4 януари 1966 г. – уточнява името на с. Кочово на с. Кочево;
- Указ № 1942/обн. 17.09.1974 г. – заличава с. Чешнегирово и го присъединява като квартал на с. Садово. Обявява новообразуваното населено място за гр. Садово;
- Указ № 250/обн. 22.08.1991 г. – отделя кв. Чешнегирово от гр. Садово и го възстановява като отделно населено място – с. Чешнегирово.

## Население

### Етнически състав
Преброяване на населението през 2011 г.
Численост и дял на етническите групи според преброяването на населението през 2011 г., по населени места (подредени по численост на населението):
| Населено място | Численост | Численост | Численост | Численост | Численост | Численост           | Численост     | Населено място | Дял (в %) | Дял (в %) | Дял (в %) | Дял (в %) | Дял (в %)           | Дял (в %)     |
| Населено място | Общо      | Българи   | Турци     | Цигани    | Други     | Не се самоопределят | Не отговорили | Населено място | Българи   | Турци     | Цигани    | Други     | Не се самоопределят | Не отговорили |
| Общо           | 15604     | 10932     | 397       | 795       | 22        | 60                  | 3398          | 100,00         | 70,05     | 2,54      | 5,09      | 0,14      | 0,38                | 21,77         |
| -------------- | --------- | --------- | --------- | --------- | --------- | ------------------- | ------------- | -------------- | --------- | --------- | --------- | --------- | ------------------- | ------------- |
| Садово         | 2600      | 1817      | 56        | 50        | 7         | 19                  | 651           | Садово         | 69,88     | 2,15      | 1,92      | 0,26      | 0,73                | 25,03         |
| Ахматово       | 264       | 214       | 0         | 43        |           |                     | 6             | Ахматово       | 81,06     | 0,00      | 16,28     |           |                     | 2,27          |
| Богданица      | 615       | 524       | 4         | 56        |           |                     | 27            | Богданица      | 85,20     | 0,65      | 9,10      |           |                     | 4,39          |
| Болярци        | 2679      | 1650      |           | 100       |           | 7                   | 919           | Болярци        |           |           |           |           |                     |               |
| Караджово      | 1084      | 722       |           | 312       |           | 10                  | 37            | Караджово      | 66,60     |           | 28,78     |           | 0,92                | 3,41          |
| Катуница       | 2473      | 1789      | 3         | 7         |           |                     | 669           | Катуница       | 72,34     | 0,12      | 0,28      |           |                     | 27,05         |
| Кочево         | 570       | 159       |           | 0         | 0         |                     | 408           | Кочево         | 27,89     |           | 0,00      | 0,00      |                     | 71,57         |
| Милево         | 971       | 762       | 85        | 78        |           |                     | 40            | Милево         | 78,47     | 8,75      | 8,03      |           |                     | 4,11          |
| Моминско       | 428       | 179       | 239       | 0         |           |                     | 7             | Моминско       | 41,82     | 55,84     | 0,00      |           |                     | 1,63          |
| Поповица       | 1476      | 1384      |           | 18        | 4         |                     | 67            | Поповица       | 93,76     |           | 1,21      | 0,27      |                     | 4,53          |
| Селци          | 501       | 441       |           | 54        | 0         |                     | 4             | Селци          | 88,02     |           | 10,77     | 0,00      |                     | 0,79          |
| Чешнегирово    | 1943      | 1291      |           | 77        |           | 7                   | 563           | Чешнегирово    | 66,44     |           | 3,96      |           | 0,36                | 28,97         |

### Вероизповедания
Численост и дял на населението по вероизповедание според преброяването на населението през 2011 г.:
|                     | Численост | Дял (в %) |
| Общо                | 15 604    | 100,00    |
| Православие         | 9927      | 63,61     |
| Католицизъм         | 55        | 0,35      |
| Протестантство      | 230       | 1,47      |
| Ислям               | 272       | 1,74      |
| Друго               | 3         | 0,01      |
| Нямат               | 203       | 1,30      |
| Не се самоопределят | 428       | 2,74      |
| Непоказано          | 4486      | 28,74     |

## Транспорт
През територията на общината, в северната ѝ част, от запад на изток преминава участък от 22,4 km трасето на жп линията София – Пловдив – Свиленград.
През общината преминават частично 4 пътя от Републиканската пътна мрежа на България с обща дължина 47,4 km:
- участък от 18,9 km от Републикански път I-8 (от km 238,7 до km 257,6);
- последният участък от 4,9 km от Републикански път II-66 (от km 122,7 до km 127,6);
- началният участък от 13,4 km от Републикански път III-804 (от km 0 до km 13,4);
- началният участък от 10,2 km от Републикански път III-8006 (от km 0,01 до km 10,2).

## Топографска карта
- Лист от карта K-35-62. Мащаб: 1 : 100 000.
- Лист от карта K-35-63. Мащаб: 1 : 100 000.